# Ломелло
Ломелло (итал. Lomello) — коммуна в Италии, располагается в регионе Ломбардия, подчиняется административному центру Павия.
Население составляет 2377 человек, плотность населения составляет 108 чел./км². Занимает площадь 22 км². Почтовый индекс — 27034. Телефонный код — 0384.
Покровителем коммуны почитается святой и животворящий Крест Господень, празднование во второе воскресение мая. 